# Microgaster ruralis
Microgaster ruralis är en stekelart som beskrevs av Xu och He 1998. Microgaster ruralis ingår i släktet Microgaster och familjen bracksteklar. Inga underarter finns listade i Catalogue of Life.